# Батальйон міліції «Донецьк-2»
Батальйон «Донецьк-2» — добровольчий батальйон патрульної служби поліції особливого призначення, запропонований до створення у квітні 2014 року у структурі ГУ МВС України в Донецькій області із добровольців та представників майданівської Самооборони Донецької області.
Політична криза на сході України не дала можливості завершити формування батальйону «Донецьк-2». Замість нього, добровольці з Донеччини увійшла до роти «Донецьк» батальйону «Дніпро-1» ГУ МВС України в Дніпропетровської області, а також поповнили підрозділ громадсько-територіальної оборони «Донбас», на основі якого пізніше сформували 2-й батальйон спеціального призначення «Донбас» Національної гвардії України. У грудні 2014 року прес-служба ГУМВС України в Донецькій області повідомила про намір відновити процес створення батальйону «Донецьк».